# المناسح (رداع)

تعديل مصدري - تعديل

المناسح هي إحدى قرى عزلة قيفة آل مهدي بمديرية ولد ربيع التابعة لمحافظة البيضاء اليمنية، تعدّ أحد أهم مناطق قبائل قيفة، بلغ تعداد سكانها 3108 نسمة حسب تعداد اليمن لعام 2004.

## تاريخ
شهدت المنطقة معارك عنيفة بين الجيش اليمني ومسلحي تنظيم القاعدة في 2013، وفي 2014 شهدت المنطقة اشتباكات متقطعة وعنيفة بين مسلحي الحوثيين وقبائل المنطقة.